# Khoja (ismailiti)
I Khoja (urdu خوجہ, sindhi کوجا، خوجا، خواجا) sono un gruppo religioso ismailita presente in Asia meridionale. La parola Khoja deriva da Khwājā, un titolo onorifico persiano (in persiano خواجه‎), adottato poi anche dal turco e presente con varie grafie in ogni cultura linguisticamente, o anche solo lessicalmente, collegata al turco (come l'uzbeko, il kazako, il turkmeno o l'albanese, dove è scritto Hoxha).
In Pakistan, molti Khoja emigrati dalle aree vicino e medio-orientali si sono insediati nella provincia del Sindh, e specialmente nella città di Karachi. In India invece numerosi Khoja vivono negli Stati del Gujarat, del Maharashtra, del Rajasthan e nella città di Hyderabad. Un alto numero di Khoja è infine emigrato nei secoli in Africa orientale (specialmente a Zanzibar), in Europa e in Nord America.
Nel tardo XIX secolo e ai primi del XX una significativa minoranza di Khoja abbracciò lo Sciismo duodecimano o l'Islam sunnita, ma la maggioranza rimase fedele alla sua fede.

## Origine del nome
Il termine Khwaja, pronunciato Khoja in Gujarati e in Sindhi, è un titolo onorifico persiano, si dice conferito per primo dal Nizarita ismailita Sadardin (m. all'incirca nel XV secolo) ai suoi seguaci al tempo in cui viveva l'Imam Islām Shāh (1368-1423). Pīr Shihāb al-Dīn Shāh, fratello di uno degli Imam nizariti, scrisse che l'origine dei Khoja in quanto comunità derivava dalla devozione di Pīr Sadardin nei confronti dell'Imam del tempo.
Si discute sul fatto che molti Lohana del Gujarat siano stati convertiti all'Ismailismo nizarita grazie all'impegno di Pir Sadardin e che gradualmente sia stato impiegato anche da essi il termine Khoja. Prima dell'arrivo dell'Aga Khan dalla Persia in India nel XIX secolo, i Khoja conservavano numerose tradizioni Hindu, compresa una variante della fede Vaishnavita nel Dashavatara: essi infatti credevano che 'Ali ibn Abi Talib fosse Kalki, l'ultimo avatar di Visnù.